# Боулдер (округ)
Бо́улдер (англ. Boulder County) — округ в штате Колорадо, США. Идентификатор округа 08013.
В июне 1961 года от округа была отделена юго-восточная часть, ставшая городом-округом Брумфилд.

## Демография
По данным переписи 2000 года население округа составляло 291 288 человек, в том числе городского населения 264 155, сельского — 27 133. Среди жителей округа мужчин 147 264, женщин — 144 024. В округе было 68,787 семей и 119 900 домов. Средний размер семьи составлял 3,03 человека.
Возрастное распределение населения представлено в таблице:

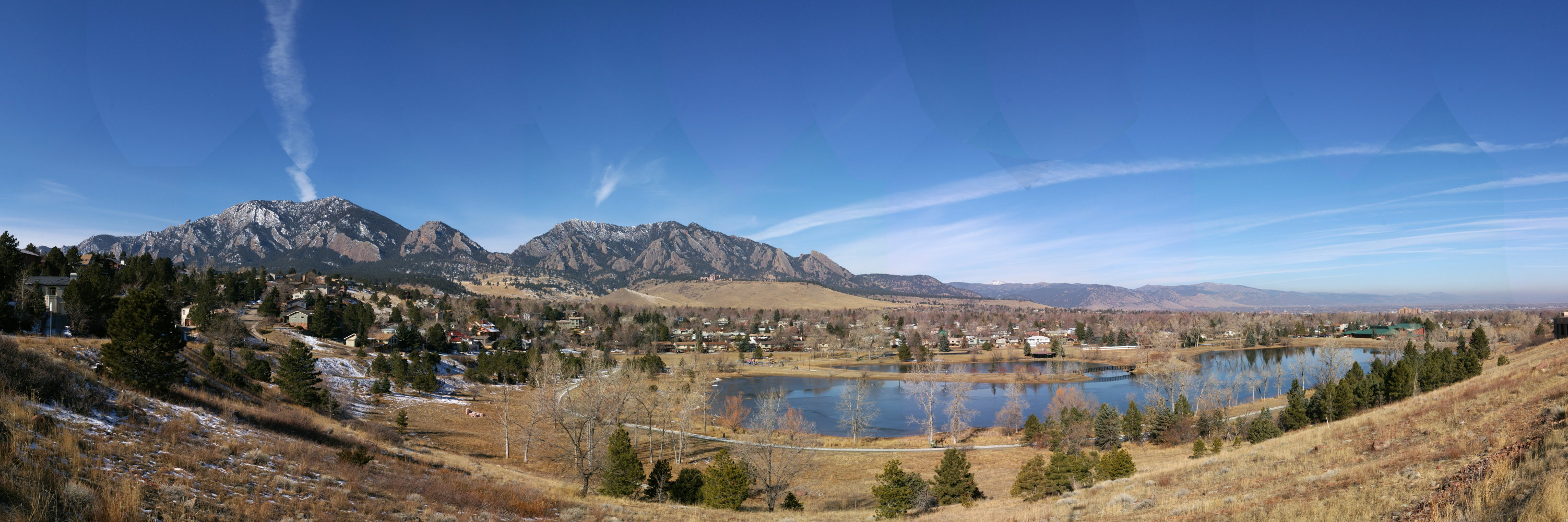
Боулдер и горы на западе города

| Пол    | До 15 лет | 15-21 | 22-29 | 30-39 | 40-49 | 50-65 | 65-85 | Более 85 |
| ------ | --------- | ----- | ----- | ----- | ----- | ----- | ----- | -------- |
| Мужчин | 28289     | 18102 | 21520 | 24338 | 25237 | 20353 | 8625  | 800      |
| Женщин | 27487     | 16425 | 17943 | 23278 | 25320 | 20326 | 11156 | 2089     |